# Apsilochorema cheesmanae
Apsilochorema cheesmanae är en nattsländeart som beskrevs av Douglas E. Kimmins 1958. Apsilochorema cheesmanae ingår i släktet Apsilochorema och familjen Hydrobiosidae. Inga underarter finns listade i Catalogue of Life.